# 皮永萨附近圣莫里斯
皮永萨附近圣莫里斯（法語：Saint-Maurice-près-Pionsat，法語發音：[sɛ̃ moʁis pʁɛ pjɔ̃sa]）是法国多姆山省的一个市镇，属于里永区。

## 地理
皮永萨附近圣莫里斯（46°3'56"N, 2°36'2"E）面积30.88 平方千米，位于法国奥弗涅-罗讷-阿尔卑斯大区多姆山省，该省份为法国中南部省份，北起阿列省接壤，东临卢瓦尔省，南至上盧瓦爾省和康塔爾省，西接科雷兹省和克勒兹省。
与皮永萨附近圣莫里斯接壤的市镇（或旧市镇、城区）包括：沙龙、比西耶尔、谢尔河堡、罗什达古、圣伊莱尔、韦尔雅。

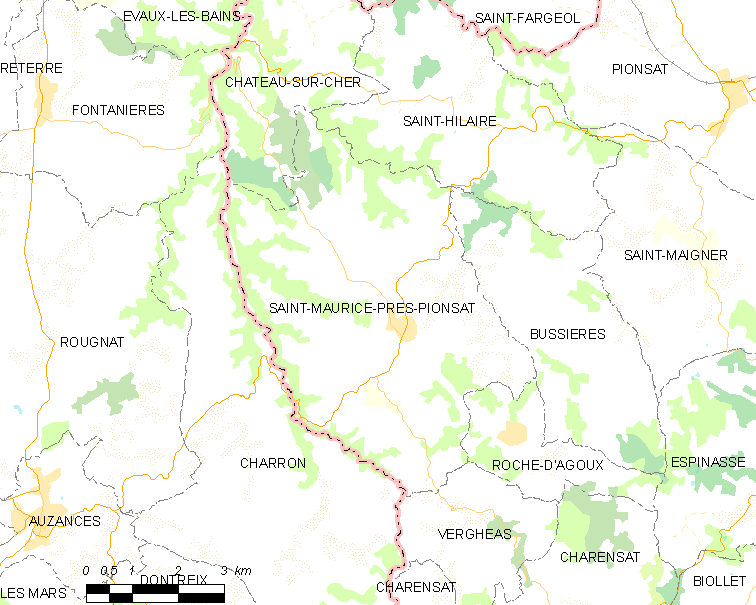
皮永萨附近圣莫里斯的OSM定位图

皮永萨附近圣莫里斯的时区为UTC+01:00、UTC+02:00（夏令时）。

## 行政
皮永萨附近圣莫里斯的邮政编码为63330，INSEE市镇编码为63377。

## 政治
皮永萨附近圣莫里斯所属的省级选区为圣埃卢瓦莱米讷县。

## 人口

1962-2008年间皮永萨附近圣莫里斯人口变化图示

皮永萨附近圣莫里斯于2022年1月1日时的人口数量为363人。